# Westchester County
Westchester County är ett county i delstaten New York i USA, med 949 113 invånare. Den administrativa huvudorten (county seat) är White Plains. Westchester County omfattar bland annat de norra delarna av New Yorks storstadsregion och gränsar direkt till staden New York i söder. Den största staden i countyt är New York-förorten Yonkers.

## Geografi
Enligt United States Census Bureau har countyt en total area på 1 295 km². 1 121 km² av den arean är land och 174 km² är vatten. I väster avgränsas countyt av Hudsonfloden och i sydost av Long Island Sound.

### Angränsande countyn
- Putnam County, New York - nord
- Fairfield County, Connecticut - öst
- Bergen County, New Jersey - sydväst
- Rockland County - väst
- Nassau County, New York - sydöst
- Bronx County, New York (The Bronx) - syd
- Orange County, New York - nordväst

## Historia
Området beboddes före européernas ankomst av Lenapeindianer, bland andra Manhattan- och olika grenar av Wappingerstammarna. Hudsonflodens floddal utforskades av Giovanni da Verrazano som reste uppför Hudsonfloden 1524 samt Henry Hudson 1609. Trakten kom att tillhöra Nya Nederländerna och de första nederländska nybyggarna slog sig ned på 1620-talet, följda av de första engelska nybyggarna på 1640-talet. 1664 kom området att avträdas till England och efter det tredje engelsk-nederländska kriget och en kort period av nederländskt styre 1673–1674 bekräftades Englands styre över regionen permanent genom freden i Westminster 1674. Den holländska kolonin omvandlandes under engelskt styre till provinsen New York, och Westchester County är ett av de tolv ursprungliga counties som bildades i provinsen 1683. Vid denna tid och fram till slutet av 1800-talet räknades även det som idag är Bronx County i staden New York till södra Westchester County, men dessa delar införlivades med New York under stadens snabba tillväxt i slutet av 1800-talet.
Countyt var vid tiden för amerikanska frihetskrigets utbrott 1775 det folkrikaste och rikaste countyt i provinsen New York. Trakten drabbades hårt av frihetskrigets strider men återhämtade sig snart efter fredsslutet och självständigheten. Vid USA:s första federala folkräkning 1798 hade countyt en befolkning på omkring 24 000 personer. Omkring 1840 uppfördes Crotondammen och Crotonakvedukten genom countyt för att säkra staden New Yorks färskvattenförsörjning, och vid denna tid anlades också de första järnvägslinjerna genom Hudson Valley-regionen som några av de första järnvägarna i USA. Stora sommarvillor som Jay Goulds Lyndhurst och John D. Rockefellers Kykuit uppfördes i området och i synnerhet efter amerikanska inbördeskriget kom området att bli populärt bland New Yorks överklass. Som resultat av de kortade restiderna till New York kom de södra delarna av countyt snabbt att urbaniseras, och staden Yonkers växte till att bli den största i countyt. Under 1900-talet kom området att till stora delar bebyggas med villaförstäder till New York och anslutas till det federala motorvägssystemet.

## Orter och kommuner
Westchester County ligger i norra delen av New Yorks storstadsområde och är till stora delar tätbebyggt, varför de administrativa gränserna och traditionella beteckningar på samhällen inte alltid sammanfaller.

### Större städer (cities)
Countyt har 6 större stadskommuner med status av cities (invånarantal 2020 anges):
- Yonkers	(211 237)
- New Rochelle	(79 996)
- Mount Vernon 	(73 693)
- White Plains 	(59 555), huvudort
- Peekskill 	(25 377)
- Rye 	(16 553)

### Kommuner (towns), municipalsamhällen (villages) och mindre orter
Det administrativa begreppet town i delstaten New York syftar på en typ av township, ett större kommunliknande geografiskt område som inte tillhör någon city, och som tillsammans med cities utgör den lägsta heltäckande administrativa underindelningen i ett county. En town kan dessutom inom sina gränser ha ett varierande antal villages, municipalsamhällen med kommunalt självstyre, men de områden och småorter inom gränserna för en town som inte ligger i en village administreras direkt som del av sin town. Förutom de 6 större städerna indelas Westchester County i följande towns med tillhörande villages:
- Town of Bedford
  - saknar villages
  - omfattar orten Bedford och områdena Bedford Hills, Bedford Village och Katonah
- Town of Cortlandt med två villages:
  - Buchanan och Croton-on-Hudson samt orterna:
  - Crugers, Montrose och Verplanck, samt området Cortlandt Manor
- Town of Eastchester, med två villages:
  - Bronxville
  - Tuckahoe
  - samt orten Eastchester
- Town of Greenburgh med sex villages:
  - Ardsley
  - Dobbs Ferry
  - Elmsford
  - Hastings-on-Hudson
  - Irvington
  - Tarrytown
  - samt orterna Fairview, Greenville/Edgemont och Hartsdale
- Town of Harrison
  - med Village of Harrison
- Town of Lewisboro
  - saknar villages
  - med orterna Cross River, Lewisboro, South Salem, Vista och Waccabuc
- Town of Mamaroneck med två villages:
  - Larchmont
  - Mamaroneck
- Town of Mount Kisco
  - består helt av Village of Mount Kisco
- Town of Mount Pleasant med tre villages:
  - Briarcliff Manor (ligger delvis i Town of Ossining)
  - Pleasantville
  - Sleepy Hollow, tidigare kallad North Tarrytown
  - samt orterna Hawthorne, Thornwood och Valhalla samt områdena Eastview och Pocantico Hills
- Town of New Castle
  - saknar villages
  - med orten Chappaqua och områdena Millwood och Tompkins Corners
- Town of North Castle
  - saknar villages
  - med området Banksville
- Town of North Salem
  - saknar villages
  - med delar av orten Peach Lake och områdena Croton Falls, Purdys och Salem Center
- Town of Ossining med två villages:
  - Briarcliff Manor, varav delar ligger i Town of Mount Pleasant
  - Ossining, New York
  - samt området Crotonville
- Town of Pelham, New York, med två villages:
  - Pelham, New York med North Pelham
  - Pelham Manor
- Town of Pound Ridge
  - saknar villages
  - med orten Scotts Corners
- Town of Rye, New York (ej att förväxla med den större staden Rye, New York) med tre villages:
  - Mamaroneck (ligger delvis i Town of Mamaroneck), även kallad "Rye Neck".
  - Port Chester
  - Rye Brook
- Town of Scarsdale
  - består helt av en village med samma namn
- Town of Somers
  - saknar villages
  - med orterna Heritage Hills, Lincolndale och Shenorock samt områdena Amawalk, Baldwin Place, Granite Springs och Somers
- Town of Yorktown
  - saknar villages
  - med orterna Crompond, Jefferson Valley-Yorktown, Lake Mohegan, Shrub Oak och Yorktown Heights samt områdena Kitchawan och Yorktown